# NGC 7578
NGC 7578 = Arp 170 ist ein interagierendes Galaxienpaar, bestehend aus einer elliptischen Galaxie (NGC 7578B) und einer linsenförmigen Galaxie (NGC 7578A) im Sternbild Pegasus nördlich des Himmelsäquators. Das Galaxienpaar ist schätzungsweise 550 Millionen Lichtjahre von der Milchstraße entfernt. Halton Arp gliederte seinen Katalog ungewöhnlicher Galaxien nach rein morphologischen Kriterien in Gruppen. Diese Galaxie gehört zu der Klasse Galaxien mit diffusen Gegenarmen.
Das Objekt wurde am 18. September 1784 vom deutsch-britischen Astronomen Wilhelm Herschel entdeckt.